# Sephora
Sephora é uma rede mundial de lojas de cosméticos de luxo fundada em 1973 por Dominique Mandonnaud na cidade de Paris. A empresa possui mais de 1750 lojas em 30 países.
Em 1997, a Sephora foi adquirida pela LVMH, um conglomerado francês de marcas de luxo. 
No Brasil, a empresa iniciou suas atividades em 2010 e desde então mantém diversas lojas no território nacional, chegando a mais de 30 endereços em 2017, entre lojas full e quiosques. A empresa ainda pretende abrir mais 4 lojas no país em 2024, totalizando 39 unidades. Em Portugal, há 23 lojas espalhadas pelo país. 
A Sephora tem uma curadoria de mais de 340 marcas, além de uma linha própria, a Sephora Collection.